# 占城稲
占城稲（せんじょうとう、チャンパとう）は、チャンパ王国（現在のベトナム南中部）を原産地とする収穫量の多い早稲で、小粒で細長だが虫害や日照りに強く、痩せた土地やあまり耕起していない水田でも良く育つ品種の稲である。「占城（チャンパ）米」の呼称で知られ、宋代の中国で盛んに栽培された。

## 中国における「占城稲」
『唐会要』に「以二月為歳首。稻歳再熟」とあり、唐代にはチャンパに早稲があることは知られていた。北宋時代には既に現在の福建省でわずかながら栽培されていた。大中祥符5年（1012年）、当時の真宗の命により江南地方へ移植され、後に現地種との交配も進められた。長雨に弱い反面旱害に強く、手間があまり掛からずに短期間で収穫可能な占城稲の普及は、江南以南の地域における二毛作や二期作が進展する一助となり、農業生産を増加させた。この種が普及したため、長江下流の江浙地方が米作の中心地となった。

## 日本における「大唐米」
日本では、大唐米（だいとうまい）、太米（たいまい）・秈（とうぼし）などとも呼ばれている。遅くても鎌倉時代までには日本に伝えられた。収穫量は多く落穂しやすく脱穀が楽な反面、強風や長雨で傷みやすく、粘り気も少なくて味も淡白であった。
それでも室町時代には降水量の少ない瀬戸内海沿岸をはじめとして西国を中心に広まり、農家の生活水準の上昇につながった。その一方で、領主や消費者である都市民には評価は高くなく、領主の中には大唐米による納付の場合の納税額を他の納付方法よりも引き上げたりすることもあった。江戸時代には「赤米」と呼ばれて下等品扱いされ、小野蘭山『重修本草綱目啓蒙』では「最下品ニシテ賎民ノ食ナリ」と評された。
海岸に自生するベンケイソウ科マンネングサ属のタイトゴメ（Sedum uniflorum ssp. oryzifolium）は、細かい葉が大唐米に似ていることから命名された。